# 160512 Franck-Hertz
160512 Franck-Hertz è un asteroide della fascia principale. Scoperto nel 1990, presenta un'orbita caratterizzata da un semiasse maggiore pari a 2,6349150 UA e da un'eccentricità di 0,2947177, inclinata di 3,05149° rispetto all'eclittica.
Dal 26 settembre 2007 al 24 novembre 2007, quando 164215 Doloreshill ricevette la denominazione ufficiale, è stato l'asteroide denominato con il più alto numero ordinale. Prima della sua denominazione, il primato era di 159351 Leonpascal.
L'asteroide è dedicato all'omonimo esperimento che, provando il modello atomico di Bohr, valse il premio Nobel per la fisica ai due autori.